# Zenés költemény
A zenés költemény irodalmi alapanyag felhasználásával létrehozott zenés színpadi mű műfaji meghatározása. Elsősorban versek vagy verses szerkezetű irodalmi alkotások megzenésítésével, színpadra állításával jön létre. Megvalósulási formája közel áll a musical, rockopera szerkezetéhez. Fő jellemzői narratív elbeszélőmódja, prózai és zenés részek váltakozása. A műfaji kategóriába tartozó művek előadhatók oratórikus illetve a drámai cselekményt előtérbe helyező szcenírozott formában is. A Magyar zenei életben a műfaj meghonósítója Szarka Gyula zeneszerző  Arany János Toldi című elbeszélő költeménye alapján készült, azonos című zenés költeménye.